# Marzena Karpińska
Marzena Karpińska (Biłgoraj, 19 de febrero de 1988) es una deportista polaca que compitió en halterofilia.
Ganó cuatro medallas en el Campeonato Europeo de Halterofilia entre los años 2009 y 2014. Participó en los Juegos Olímpicos de Pekín 2008, ocupando el séptimo lugar en la categoría de 48 kg.

## Palmarés internacional
| Campeonato Europeo | Campeonato Europeo  | Campeonato Europeo | Campeonato Europeo |
| Año                | Lugar               | Medalla            | Categoría          |
| ------------------ | ------------------- | ------------------ | ------------------ |
| 2009               | Bucarest (Rumania)  | Medalla de bronce  | 48 kg              |
| 2010               | Minsk (Bielorrusia) | Medalla de plata   | 48 kg              |
| 2012               | Antalya (Turquía)   | Medalla de oro     | 48 kg              |
| 2014               | Tel Aviv (Israel)   | Medalla de plata   | 48 kg              |